# جانغ سونغ تايك
جانغ سونغ-تيك (2 فبراير 1946 – 12 ديسمبر 2013) قيادي بارز في حكومة كوريا الشمالية، متزوج من كيم كيونغ هوي وهي عمة كيم جونغ أون القائد الأعلى لكوريا الشمالية.
مع أنه لا يمكن تحديد مدى سلطته في البلاد بدقة، رأى مسؤولون حكوميون من كوريا الجنوبية ومتخصصون في القضايا الكورية الشمالية أنه كان الحاكم الفعلي للبلاد في فترة انحدار صحة كيم جونغ إل والفترة التي لحقت وفاته. كان جانغ نائب رئيس لجنة الدفاع الوطنية، وهو منصب يعد تاليًا فقط لمنصب القائد العام. ويعتقد أنه رقي إلى رتبة جنرال بأربع نجوم أثناء وفاة كيم جونغ إل حيث ظهر بزي رسمي يشير إلى ذلك في زيارة إلى الرئيس كيم. ويوصف بأنه مستشار رئيسي أساسي لكيم جونغ أون.
في ديسمبر 2013، اتهم بأنه ضد الثورة الكورية وجرد من جميع مناصبه وطرد من حزب العمال الذي كان يتبع له. وفي 13 ديسمبر أعلنت السلطات الكورية أنه قد تم إعدامه.